# Neoscopelidae

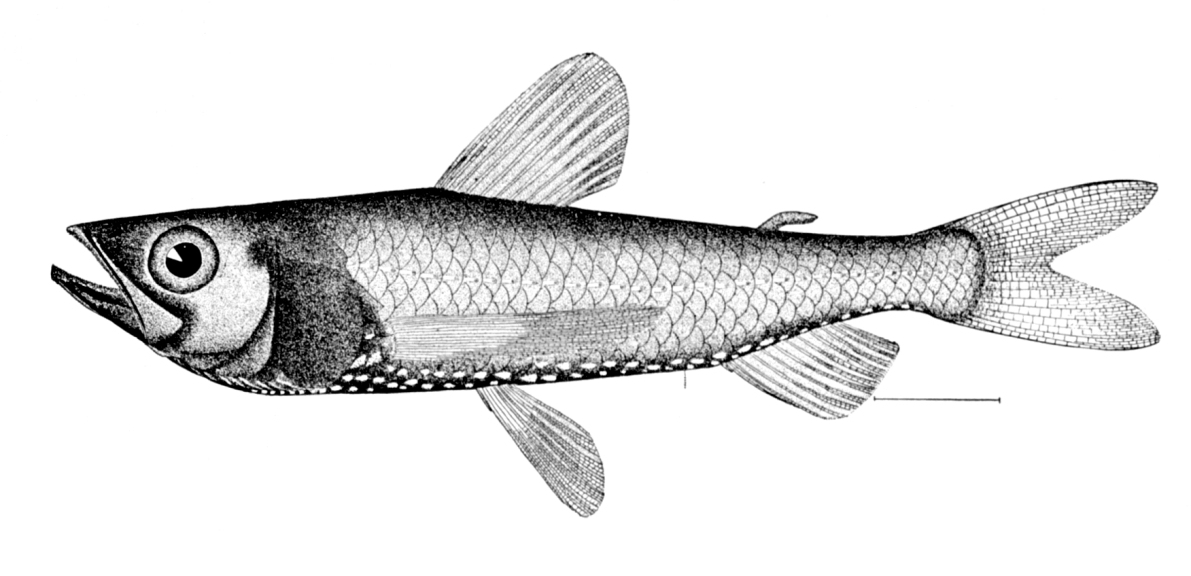
Linternilla de escamas grandes (N. macrolepidotus).

Las linternillas o neoscopélidos son la familia Neoscopelidae, peces marinos incluida en el orden mictofiformes, distribuidos por el océano Pacífico, Atlántico e Índico. Su nombre procede del griego: neos (nuevo) + skopelos (arrecife, tomado de un pez citado por Cuvier en 1817).

## Anatomía
Tienen el cuerpo muy comprimido, con unos 30 cm de longitud máxima; el hueso supramaxilar es largo y delgado, con el cartílago del rostro trilobulado; el origen de la aleta anal se sitúa mucho más atrás de la aleta dorsal; algunas especies tienen fotóforos; las escamas en la mayoría son cicloides; casi todos tienen vejiga natatoria menos Scopelengys.

## Géneros y especies
Existen seis especies agrupadas en tres géneros:
- Género Neoscopelus (Johnson, 1863)
  - Neoscopelus macrolepidotus (Johnson, 1863) - Linternilla de escamas grandes.
  - Neoscopelus microchir (Matsubara, 1943) - Neoscopélido de aleta corta.
  - Neoscopelus porosus (Arai, 1969) - Neoscopélido con lentejuelas.
- Género Scopelengys (Alcock, 1890)
  - Scopelengys clarkei (Butler y Ahlstrom, 1976)
  - Scopelengys tristis (Alcock, 1890) - Linternilla del Pacífico.
- Género Solivomer (Miller, 1947)
  - Solivomer arenidens (Miller, 1947)